# Drummond Island (ö i Kina)
Drummond Island (kinesiska: 晉卿島, 杜林門島) är en ö bland Paracelöarna i Sydkinesiska havet.  Paracelöarna har annekterats av Kina, men Taiwan och Vietnam gör också anspråk på dem.
Terrängen på Drummond Island är mycket platt. Öns högsta punkt är 9 meter över havet. Den sträcker sig 0,6 kilometer i nord-sydlig riktning, och 0,5 kilometer i öst-västlig riktning.